# Trypeticus jaegeri
Trypeticus jaegeri är en skalbaggsart som beskrevs av Kanaar 2003. Trypeticus jaegeri ingår i släktet Trypeticus och familjen stumpbaggar. Inga underarter finns listade i Catalogue of Life.